# Auto Sacramental Sant Vicenç dels Horts
L'Auto Sacramental Sant Vicenç dels Horts és una representació de la Passió de Jesucrist que des de fa més de 400 anys es representa per Setmana Santa en aquesta vila del Baix Llobregat.
El tradicional Auto Sacramental i processó daten del segle XVI. Ens ho acrediten diversos documents diocesans i municipals, i d'altres que van ser destruïts durant la Guerra Civil Espanyola. Es comprèn que haurien hagut d'influir en la celebració d'aquesta Passio i processó els monjos benedictins que tenien un convent al poble i un molí fariner anomenat “Molí dels frares”.
Al segle XVI es van escriure i editar algunes obres de la Passió que van tenir molta acceptació a Barcelona i algunes poblacions importants de Catalunya. El Baró de Cervelló, senyor de la vila, es va interessar en què es representés aquí, per ser la població més important de la baronia.
Se sap que es va celebrar en un principi i durant molts anys la Passió a l'interior de l'església i que fou tanta l'acceptació, que anys després ja es va haver de representar a la plaça de l'església per donar més cabuda al gran nombre d'assistents locals i públic en general de tota la comarca.
A través de documents, ens consta que l'any 1770 es van adquirir els diferents Misteris o Passos. Un punt important és l'any 1793, quan un tal Fra Antoni de sant Jeroni, monjo pertanyent a l'orde dels Trinitaris de Barcelona, va donar forma literària als diferents personatges de la Passió que amb el temps es van adaptar per donar més relleu i perfecció escènica. Al llarg del temps, la representació va tenir els seus alts i baixos.
Passada la Guerra Civil, entre els anys 1946-47, el Cos de Portants del Sant Crist, va emprendre la tasca de reorganitzar la tradicional Processó i Auto Sacramental, una tradició que havia anat decaient des de principis del segle.
Hi va haver un gran interès en fer ressorgir la tradició que havia estat tan arrelada. L'adquisició dels diferents Passos amb les seves imatges, trofeus, i altres objectes destruïts durant la guerra van ser possibles gràcies a la voluntat popular del poble.
Així, l'any 1947, l'antiquíssim Auto Sacramental es va representar com en l'antigor en el portal del temple parroquial on. amb la col·laboració del poeta Narcís Lunes es va escenificar el guió intercalant amb cants del compositor local Antoni Casasampere, i seguidament, va sortir la Processó, que va recórrer, com en anys anteriors, els principals carrers del municipi.
Des de l'any 1964 l'Auto Sacramental es va representar a la Plaça de l'Ajuntament per ser insuficient la Plaça de l'Església (tot i que després d'haver-se fet la reforma a la plaça es va tornar a traslladar la representació a aquest indret). I l'any 1976, a causa de les inclemències del temps en anys anteriors, va tornar a celebrar-se a l'interior del temple parroquial, transformada l'obra en guió bíblic de la Passió. Des d'aquell moment, ininterrompudament, s'ha celebrat a l'interior del temple (fins aquest any 2020 que a causa de l'emergència sanitària, no es va realitzar).
Aquest tipus de representació, lligat íntimament a la processó posterior, d'un origen tan antic, no es realitza en cap lloc més de Catalunya.